# Sergio González
Sergio González Soriano (ur. 10 listopada 1976 w L’Hospitalet de Llobregat) – hiszpański piłkarz i trener piłkarski, jako zawodnik występował na pozycji środkowego pomocnika.

## Kariera klubowa
Sergio González zawodową karierę rozpoczynał w 1994 roku w zespole CE L’Hospitalet. Występował tam tylko przez jeden sezon, po czym przeniósł się do RCD Espanyol. Przez niemal pierwsze 3 lata grał w rezerwach tej drużyny, natomiast do pierwszego składu został włączony w sezonie 1997/1998. W Primera División zadebiutował 10 kwietnia 1998 roku w zwycięskim 2:0 meczu z CD Tenerife. Dla Espanyolu Sergio rozegrał 110 spotkań w pierwszej lidze, w których 5 razy wpisał się na listę strzelców.
W 2001 roku Hiszpan postanowił zmienić zespół i podpisał kontrakt z Deportivo La Coruña. Tam od razu wywalczył sobie miejsce w podstawowej jedenastce i w pierwszym sezonie gry na boisku pojawił się 38 razy. Wtedy także wywalczył Puchar Króla oraz superpuchar Hiszpanii. Przez trzy sezony z rzędu González wraz ze swoją drużyną kończył ligowe rozgrywki w pierwszej trójce. Razem z Depor dotarł także do półfinału Ligi Mistrzów w sezonie 2003/2004. Dla zespołu z A Corunii Sergio rozegrał ponad 290 ligowych pojedynków.
W 2010 roku Sergio przeszedł do Levante UD z Walencji.

## Kariera reprezentacyjna
W reprezentacji Hiszpanii Sergio González zadebiutował 24 marca 2001 roku w spotkaniu przeciwko Liechtensteinowi. W 2002 roku znalazł się w kadrze José Antonio Camacho na mistrzostwa świata. Na imprezie tej Hiszpanie dotarli do ćwierćfinału, a sam González zagrał tylko w meczu z Republiką Południowej Afryki, w którym w 53. minucie zastąpił Davida Albeldę. Łącznie dla drużyny narodowej Sergio rozegrał 11 meczów.